# Duitstalige Gemeenschapsverkiezingen 2014/Kandidatenlijst/PFF
Dit is de kandidatenlijst van de PFF voor de Duitstalige Gemeenschapsraadverkiezingen van 2014. De verkozenen staan vetgedrukt.

## Effectieven
1. Isabelle Weykmans
2. Alexander Miesen
3. Gregor Freches
4. Evelyn Jadin
5. Christoph Gentges
6. Marcelle Vanstreels
7. Philippe Hunger
8. Murielle Janssen-Maats
9. Patrick Thevissen
10. Heike Vermeulen
11. Serge Dollendorf
12. Eric Dupont
13. Griseldis Cormann
14. Stephanie Schiffer
15. Isabelle Brüls-Schifflers
16. Cécile Pfeiffer
17. Bernard Zacharias
18. Elke Kessel
19. Claudia Zanzen
20. Patrick Warny
21. Katja Kreins
22. Werner Henkes
23. Axel Kittel
24. Jenny Baltus-Möres
25. Emil Dannemark